# Арчибалд
А́рчибалд (англ. Archibald) — английское мужское имя. Сокращённой формой имени являются Archi (Archie) — Арчи, Arch — Арч. Образовано от древневерхненемецкого erchan (настоящий, чистый) или aircan (природный, туземный) и bald (отважный, смелый).
Форма Archibald (Арчибалд) стала особенно популярной среди шотландской знати в позднем средневековье и в ранние современные периоды, поэтому использование в качестве фамилии происходит в XVIII веке, особенно в Новой Шотландии и Шотландии. Имя было сравнительно популярным в Соединённых Штатах в конце XIX века, достигнув отметки 290 в 1890 году, но в начале XX века оно быстро вышло из моды, упав ниже уровня 1000 по популярности в 1920-х годах.
А также имеется информация о применении слова арчибальдо, образованного от имени Арчибалд.  